# Sjeverna željeznička pruga
Sjeverna željeznička pruga (ruski: Северная железная дорога) je željeznička pruga u Rusiji.

## Zemljopisni položaj
Prolazi sjeverom i sjeveroistokom Ruske Federacije i to kroz iduće oblasti:
- Arhangelsku
- Ivanovsku
- Kostromsku
- Republiku Komi
- Vologodsku
- Jaroslavljsku
- Vladimirsku

Manje dionice prolaze i kroz:
- Jamalskonenečki autonomni okrug
- Republiku Kareliju
- Tversku oblast
- Kirovsku oblast

## Opći podatci
Napravljena je 1953. godine. Duga je 5956 km.
Po pokazateljima 2006., eksploatacijska duljina je 5951,7 km. Broj suradnika na njoj je 64757, prevezeno je 225.451 tisuća tona tereta i 15,31 milijun putnika.
U 1959. godini Pečorska željeznička pruga postala je dio Sjeverne željezničke pruge.

## Upravna struktura
Sjedište uprave za ovu prometnicu je u gradu Jaroslavlju. Kôdna oznaka za Sjevernu željezničku prugu je 028.
Pruga se dijeli na iduće odjeljke:
- Arhangelski
- Vologodski
- Soljvyčegodski (kod Višegodskog, kod Kotlasa)
- Sosnogorski
  - Vorkutska podružnica Sosnogorskog odjeljka (nekad je bio samostalni odjeljak)
- Jaroslavljski

## Značajniji gradovi
Od značajnijih gradova, uz ovu prugu se nalaze Arhangelsk, Severodvinsk, Jaroslavlj, Uhta, Kotlas, Labytnangi, kozmodrom Pljeseck, Syktyvkar, Čerepovec i Vorkuta.

## Nagrade
- Orden crvene zastave za rad (Орден Трудового Красного Знамени)

## Vanjske stranice
- Službene stranice  Arhivirana inačica izvorne stranice od 22. veljače 2008. (Wayback Machine)
- [neaktivna poveznica]